# Fortune (série télévisée)
Pour les articles homonymes, voir Fortune.
Fortune est un feuilleton télévisé français en treize épisodes de 26 minutes, créé par Louis Falavigna et Bernard Dabry d'après la pièce de Bernard Dabry, réalisé par Henri Colpi, et diffusé du 2 mars au 25 mai 1969 sur la première chaîne de l'ORTF. La dernière diffusion remonte à 1987, du 25 août au 4 septembre 1987, sur FR3 ; elle eut lieu sur la base de neuf épisodes au lieu de treize.
Bernard Dabry adapta ce feuilleton sous forme de livre, Fortune, publié en 1969 aux Éditions G.P., Département des Presses de la Cité.

## Synopsis
Ce feuilleton met en scène la vie du Suisse Johann August Sutter qui gagna l'Amérique en 1834, débarqua en Californie en 1839 après avoir traversé tout le continent et séjourné à Honolulu et en Alaska, fit fortune en installant dans la vallée du Sacramento la première et la plus importante colonie d'immigrants, et faillit devenir gouverneur de Californie. La découverte de l'or sur ses terres en janvier 1848 déclencha la fameuse ruée vers l'or qui, paradoxalement, provoqua sa chute et sa ruine.

## Fiche technique
- Titre : Fortune
- Réalisation :  Henri Colpi
- Scénario : Louis Falavigna, Bernard Dabry (pièce)
- Musique : Georges Delerue

## Distribution
- Pierre Michael : Johann (John) Sutter
- Armand Abplanalp : James Brooke
- Georges Adet : le vieux sénateur
- Annick Allières : Mathilde (la femme du libraire de San Francisco)
- Louis Arbessier : Sutter père
- Yves Arcanel : le jeune sénateur
- Bruno Balp : le tavernier (de New York)
- Lucien Barjon : le libraire (de San Francisco)
- Edmond Beauchamp : Hartlieb
- Raoul Billerey : le tavernier (de Fort Sutter)
- Paul Bisciglia : Monk (le conseiller municipal)
- Charles Blavette : le vieux Dickinson
- Jean Bolo : Sir James Douglas
- Jean-Marie Bon : le tavernier de San Francisco
- Paul Bonifas : M. Burckardt
- Gérard Buhr : Sam Brannan
- Yves Bureau : Jimmy Simpson
- Léo Campion : le capitaine Alexandre Rotschoff
- André Cellier : Santa-Anna
- Marcel Charvey : Maxwell Tyne
- Philippe Chauveau : le journaliste
- Georges Claisse : Frederic Sutter
- Pierre Collet : Heckli
- Léonce Corne : le chef du village de Yerba-Buena
- Luc Delhumeau : le tavernier
- Frédérique Naldini : Maria Sutter
- Jean-Jacques Douvaine : Reston
- Jacques Ebner : le caissier
- Marc Eyraud : John Bidwell
- Jean-José Fleury : Finlay
- Geneviève Fontanel : Jenny Carruthers
- Daniel Gall : Jess Clark
- Roland Giraud : Charles Cooper
- Françoise Giret : Anna Sutter
- Jean Gras : Gregory Davies
- Gil Gueci : le petit Cheyenne
- Fernand Guiot : le commandant de la Clémentine
- Georges Hilarion : Maniki
- Jacques Hilling : Mac Dougall
- Gérard-Antoine Huart : Kit Carson
- Pierre Lafont : Rawlins
- Jean-Jacques Lagarde : Walter Griffith
- Robert Le Béal : Le gouverneur Peter Burnett
- Raymond Loyer : le banquier Clifford
- Rita Maiden : Mme Alvarado
- Jacques Maire : Mac Calloun
- Jacques Maréchal : Alvarez
- Pascal Mazzotti : le colonel Ivan Kouprianof
- Raymond Meunier : Arthur Edward Sullivan
- Pierre Meyrand : James Marshall
- Françoise Meyruels : Inès Guttierez
- Marcel Midroit : un sénateur
- Pierre Mirat : le gouverneur Alvarado
- Henri Moatti : Ivan Ivanovitch
- Michel Montfort : Frank Molloy
- Jean-Pierre Moreux : le jeune avocat
- Antoine Mosin : Borotchenko
- Jean-Paul Moulinot : le docteur Charles Robinson
- Hubert Noël : Arnold
- Laure Paillette : Marc Burckardt
- Paul Pavel : Harrison
- Michel Peyrelon : William Radford
- Mario Pilar : le général Vallejo
- Douglas Read : le shérif
- Jean-Claude Robbe : l'officier de justice
- Gilbert Robin : le maire
- Jacques Robiolles : le commandant anglais
- Maria-Rosa Rodriguez : Dolorès
- Albert Simono : Ted Savitt
- Jean-Louis Tristan : le jeune délégué (à la convention de Monterey)
- André Var : Howard
- Nicole Vassel : la serveuse
- Jacques Verlier : Bartlett

## Commentaires
Le scénario ne s'inspire guère de l'œuvre littéraire portant sur le personnage de Suter (avec un seul « t »), L'Or, de Blaise Cendrars. À partir de l'histoire vraie de John Sutter, telle qu'elle fut rapportée par des biographes à la fin du XIXe siècle et au début du XXe siècle, il cherche à faire rêver les adolescents (et au-delà) en dessinant un héros ayant presque tout vécu : les départs sans retour, les voyages à travers les terres et les océans, la misère, la fortune, l'amitié, l'amour, la descente aux enfers, la mort enfin.
Le destin du personnage tel qu'il est raconté dans le feuilleton est d'autant plus saisissant qu'au départ Johann Sutter est le fils d'un riche bourgeois de la région de Bâle (dans la réalité, Sutter était issu d'une famille de meuniers assez modestes mais il avait épousé en 1826 la fille d'une riche citoyenne de Burgdorf, un village suisse situé près de Berne). En quittant son pays et sa famille pour partir en Amérique — « Parce que c'est grand, et vide, et loin » — il renonce à une vie facile, écrite par avance, pour vivre libre et créer un nouveau monde.
Il y parvient en s'installant le premier dans l'intérieur des terres de Californie du Nord, aux pieds de la Sierra Nevada. Grâce à son charisme, sa détermination et sa clairvoyance, il parvient à constituer un empire — qu'il nomme la « Nouvelle-Helvétie » — sur une terre pourtant convoitée par les grandes puissances de l'époque : le Mexique, la Russie, l'Angleterre et la France ! Il gagne une réputation de « bon Samaritain » en recueillant et en hébergeant les immigrants qui ont traversé le continent américain depuis le Missouri et qui parviennent, épuisés, jusqu'à Fort Sutter, la forteresse, dotée de canons ramenés de Honolulu et d'autres rachetés aux Russes, qui assure la protection de la Nouvelle-Helvétie. C'est ainsi qu'en 1844, Fort Sutter héberge l'explorateur John Frémont, son guide Kit Carson ainsi que leurs compagnons, sortis exténués de la Sierra Nevada. C'est ainsi encore que Fort Sutter joue un rôle capital dans le sauvetage d'une partie du groupe Donner, dont les membres ont été retenus prisonniers de la neige dans la Sierra Nevada au cours de l'hiver 1846-47.
Mais le destin, sous la forme de l'or, poursuivra Sutter en provoquant sa ruine, sa chute puis son départ définitif de la Californie.
À la fin de sa vie, passée entre un village de Pennsylvanie (Lititz) où est installée sa famille et Washington où il sollicite les membres du Congrès afin qu'on lui rende justice, la dernière victoire de Sutter sera « d'être resté John Sutter jusqu'au bout », c'est-à-dire de s'être battu sans cesse et de laisser un exemple.
Le feuilleton présente à son générique quelques-uns des plus grands acteurs de la télévision des années 1960 et 1970, notamment Pierre Michaël, son épouse à la ville Françoise Giret, Geneviève Fontanel, et Raymond Meunier (qui a joué aussi à la même époque dans Thibaud).
À la fin du deuxième épisode, alors que Sutter passe son premier Noël dans une taverne de New York, il fait la connaissance de Jenny Carruthers, une nouvelle immigrante, qu'il encourage à chanter « pour l'Amérique ». Cela fournit l'occasion d'entendre l'actrice (Geneviève Fontanel) entonner avec bonheur un couplet de la Ballade irlandaise et un autre du Chant des émigrants, le thème du feuilleton.